# 邱维廉
邱维廉（1947年10月—2015年5月26日），男，汉族，祖籍福建永春，生于马来西亚，中华人民共和国企业家、社会活动家，曾任中华全国归国华侨联合会常务委员、香港金晖国际集团董事长、八达岭索道有限公司董事长，第十、十一、十二届全国政协委员。

## 生平
2008年，当选第十一届全国政协委员，代表中华全国归国华侨联合会，分入第二十五组。并担任港澳台侨委员会专委。
2015年5月26日，邱維廉去世，終年68歲。